# الخواجة عبد القادر (مسلسل)
الخواجة عبد القادر، مسلسل مصري من بطولة يحيى الفخراني، أنتج في عام 2012، وعرض لأول مرة في شهر رمضان للعام 1433 هجرياً، من تأليف عبد الرحيم كمال، من إخراج شادي الفخراني.

## قصة المسلسل
تدور أحداث المسلسل بالتناوب بين فترتين من الزمن، الأولى خلال الحرب العالمية الثانية والتي تتناول قصة (هربرت دوبرفيلد) العجوز السكير الذي لديه نزعة انتحارية حيث لا يرى طائلاً من استمراره في الحياة وينتظر الموت أن يأتيه، إلى أن يسافر إلى السودان ليعمل في مقلع للحجارة، وتتغير وجهة نظره حيال الأمر، بعد أن يتعرف على الشيخ عبد القادر، ويخرج رويداً من حالة الاكتئاب التي كانت تلازمه، ومن ثم ينتقل لصعيد مصر ويقع في حب فتاة صعيدية ويكافح حتى يتمكن من الزواج منها رغم رفض أخيها، والفترة الثانية تتناول السنوات الأخيرة من القرن العشرين، وفيها تسرد قصة (هربرت دوبرفيلد) أو (الخواجة عبد القادر) بعد اعتناقه للدين الإسلامي.

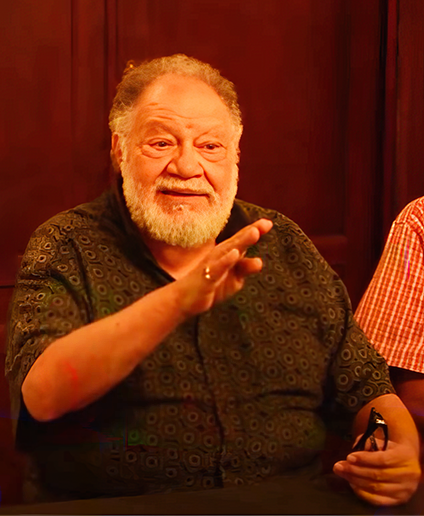
يحيى الفخراني في دور هربرت دوبرفيلد (الخواجة عبد القادر)

## فريق العمل
- الممثلون (حسب ترتيب ظهورهم في تتر المقدمة)[1]
  - يحيى الفخراني .. هربرت دوبرفيلد (الخواجة عبد القادر)
  - سلافة معمار .. «زينب عمران عبد الظاهر»
  - سوسن بدر .. سلطنة
  - أحمد فؤاد سليم .. عبد الظاهر عمران عبد الظاهر
  - محمود الجندي .. كمال
  - صلاح رشوان .. يوسف عبد الظاهر
  - مها أبو عوف .. مارجرت
  - حسن كامي .. كارينج
  - سماح السعيد .. شهاوية
  - حسن العدل .. صابر الأعمى
  - يوسف إسماعيل .. أحمد عبد الظاهر
  - سلوى محمد علي .. اعتماد
  - سلمى غريب .. تمكين
  - سلوى عثمان .. سيدة
  - أيمن الشيوي .. بايدن
  - نادية فهمي .. مناظر
  - هدى هاني .. مناظر في سن الشباب
  - محمود الجابري .. محمد يوسف عبد الظاهر
  - محمد الأحمدي .. عبد القادر كمال
  - محمد شلش .. زايد عمران عبد الظاهر
  - إسماعيل فرغلي .. الشيخ منصور
  - محمد الدسوقي .. د/ مينا
  - محمد حسني
  - عثمان شكري
  - يوسف العسال .. د/ مايلز
  - عصام توفيق .. مودة أفندي
  - أحمد دياب
  - محمد أبو الوفا .. متري
  - محمد الدرديري .. سلامة
  - أيمن المليجي .. عبد السلام
  - إبراهيم فرج .. الشيخ عبد القادر
  - عبد الخالق عمر .. فضل الله سر الختم
  - لطفي لبيب .. دايتون
  - شعبان حسين .. الشيخ عبد الرحمن
  - فاروق نجيب .. ربيع
  - علاء زينهم .. العمدة
  - ليلى جمال .. مزيونة
  - ثريا إبراهيم
  - عبد الرحيم حسن
  - نبيهة لطفي .. كاثرين
  - هبة حسن .. زينب كمال
  - ريهام ماهر .. زينة أحمد عبد الظاهر
  - محمد علي رزق
  - أحمد عنان .. كمال في سن الطفولة
- الموسيقى: عمر خيرت
- الإنتاج: سيد أحمد الجابري
- التأليف: عبد الرحيم كمال
- الإخراج: شادي الفخراني

## المسلسل بين الحقيقة والخيال
ذكرت مصادر متعددة أن قصة الخواجة الأجنبي الذي يعتنق الدين الإسلامي قد حدثت في الواقع، وأستشهد عدد من الصحفيين بمقالات تتحدث عن واقعة مشابهة، كما تحدث مؤلف العمل عن تأثره بالقصة وقت أن كان طفلاً في صعيد مصر.

## اتهامات لمحاباة التيار الاسلامي
عند عرض المسلسل عام 2012، وُجهت إلى صُنّاعه اتهامات بمحاباة التيار الإسلامي، خاصة في ظل المناخ السياسي الذي أعقب ثورة 25 يناير، وسقوط نظام الرئيس حسني مبارك، حيث كانت الآمال معقودة على مرحلة جديدة من الانفتاح السياسي. ومع مرور الوقت، تلقى كاتب العمل دعماً ملحوظاً من الدولة، إذ وجّه له الرئيس المصري عبد الفتاح السيسي دعوة مباشرة خلال مداخلة تلفزيونية قائلاً: "جهّز اللي انت عايزه وأنا معاك، قضايانا كتير"، وهو ما أتاح إنتاج عدد من المسلسلات مثل القاهرة كابول، جزيرة غمام، والحشاشين، بدعم رسمي ضمن توجهات الدولة لتجديد الخطاب الديني. وقد أثار هذا التحول اهتمام عدد من المراقبين الذين أشاروا إلى التباين بين الانتقادات السابقة والدعم المؤسسي اللاحق.